# Portoroz Challenger 1997
Il Portoroz Challenger 1997 è stato un torneo di tennis facente parte della categoria ATP Challenger Series nell'ambito dell'ATP Challenger Series 1997. Il torneo si è giocato a Portorose in Slovenia dal 17 al 23 novembre 1997 su campi in cemento indoor.

## Vincitori

### Singolare
Orlin Stanojčev ha battuto in finale  Lars Burgsmüller con il punteggio di 1–6, 7–6, 6–0

### Doppio
Danny Sapsford /  Chris Wilkinson hanno battuto in finale  Saša Hiršzon /  Udo Plamberger con il punteggio di 6–0, 3–6, 6–3